# Río Coppermine
El río Coppermine (en inglés: Coppermine River, lit. 'río mina de cobre') es un largo río de la parte septentrional de Norteamérica, que discurre por el Ártico canadiense y desemboca en el golfo de la Coronación, un brazo del océano Ártico. 
Administrativamente, el río discurre por los Territorios del Noroeste (región del Esclavo del Norte) y el Territorio Autónomo de Nunavut (región de Kitikmeot). Tiene una longitud de 845 kilómetros.

## Geografía
El río Coppermine nace en el lago de Gras, un lago de unos 60 km de largo situado al este del Gran Lago del Esclavo, en los Territorios del Noroeste. Fluye generalmente hacia el norte, atravesando una serie de largos lagos interconectados, como el lago Point (de 120 km de largo), el lago Rocknest y el lago Fairy. Continua luego por Nunavut hasta desaguar en el golfo de la Coronación, un brazo del océano Ártico. El río se congela en invierno, pero aún puede fluir bajo el hielo. 
El río se utiliza para el piragüismo y el rafting, aunque es visitado solo por algunos grupos cada año. Cuenta con rápidos importantes, tales como el desfiladero Rocky (Rocky Defile) y los rápidos de Sandstone, Muskox y Escape, así como muchos conjuntos más pequeños sin nombre. Las cascadas Bloody (Bloody Falls) es el último gran rápido del río y para seguir navegando debe realizarse un portaje.
La comunidad de Kugluktuk (antes Coppermine) está situada en la desembocadura del río (1.302 hab. en 2006).

## Historia

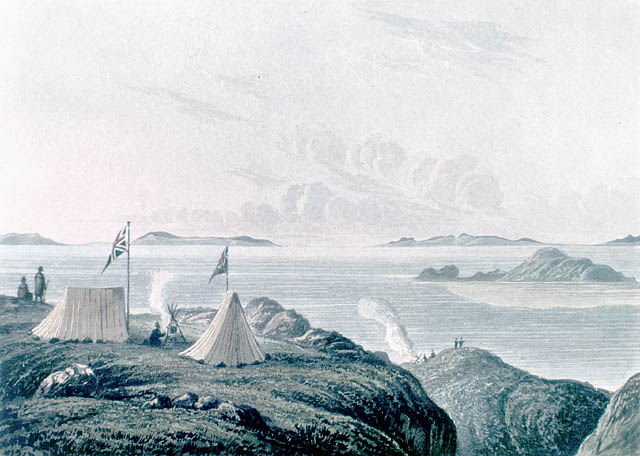
Mouth of the Coppermine River, 1821.

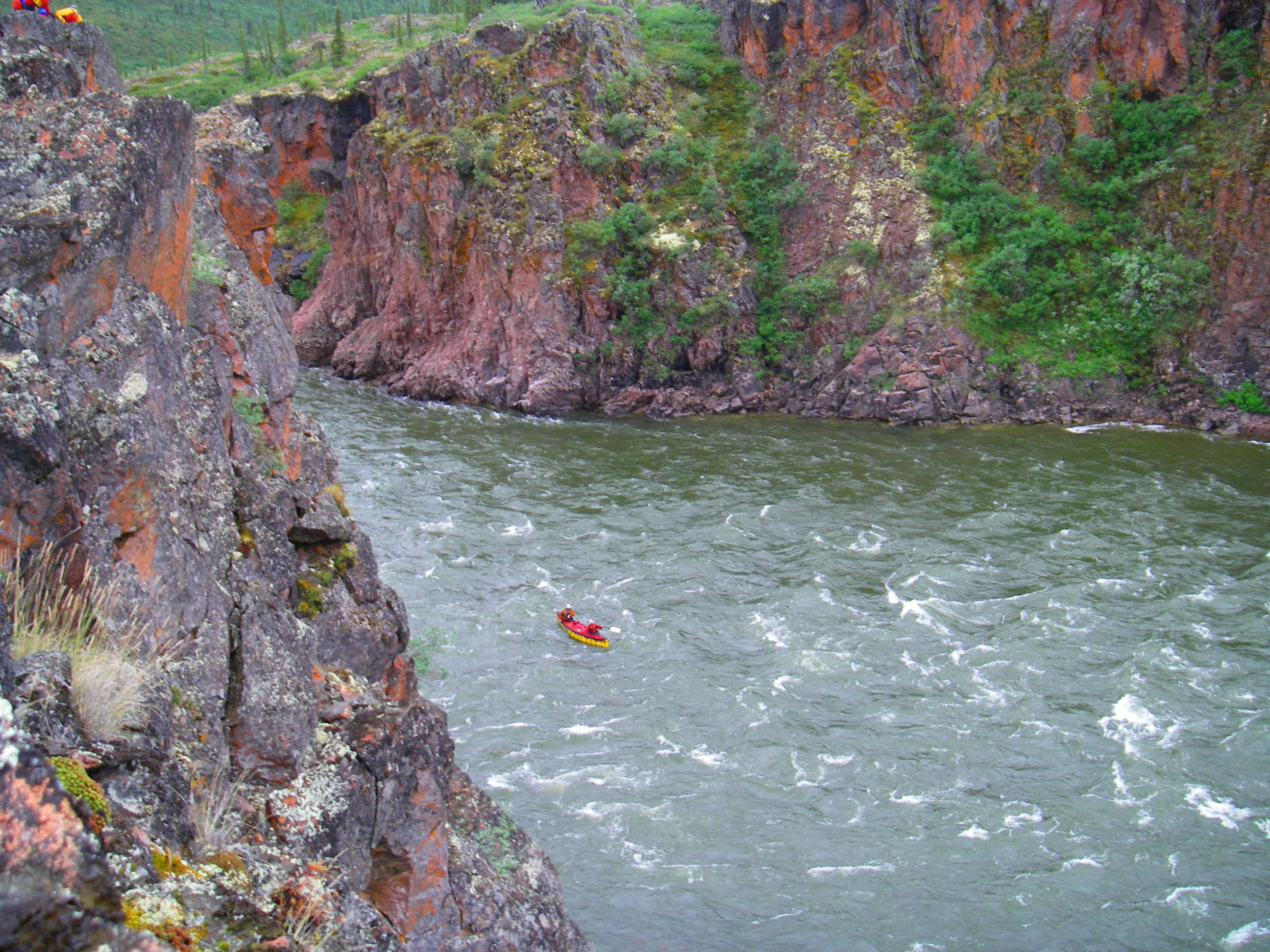
Una canoa en el desfiladero Rocky (Rocky Defile).

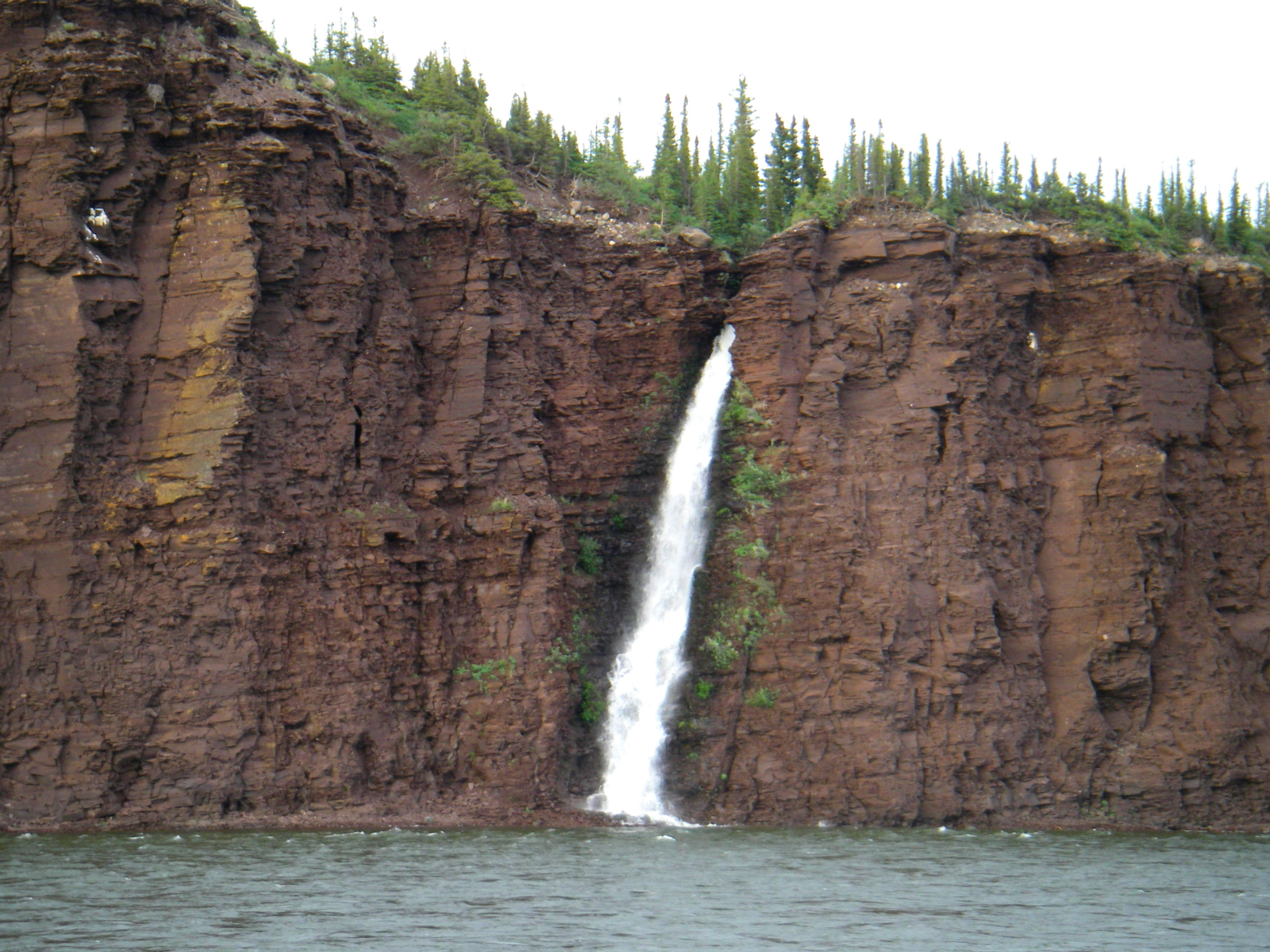
Una de las muchas cascadas a lo largo del río.

El río fue nombrado por el cobre de los minerales que se podían encontrar a lo largo de su curso inferior. El explorador británico Samuel Hearne (1745-92), al servicio de la Compañía de la Bahía de Hudson, en su tercera tentativa de exploración del interior canadiense (diciembre de 1770 a junio de 1772) en la que intentaba encontrar especialmente las minas de cobre descritas por los nativos, logró arribar al río en 1771 y, además, seguir su curso hasta el océano.
Las cascadas Bloody (Bloody Falls) se localizan a 18,5 km de Kugluktuk (dentro del Parque Territorial de las cataratas Kugluk/Bloody, Kugluk/Bloody Falls Territorial Park) y fueron el hogar de los kogluktogmiut, un subgrupo de los «inuit de copper» (o Kitlinermiut). En ellas tuvo lugar la conocida como «masacre de las cataratas Bloody» (que significa, «cataratas sangientas»), cuando Matonabbee, guía de Samuel Hearne, y sus compañeros guerreros chipewyan, emboscaron y masacraron en la madrugada a los inuit locales.
Sir John Franklin también viajó por el río en la conocida como expedición Coppermine entre 1819-1822 y  parte de la expedición Río Mackenzie (1825-1827) que el mismo Franklin dirigió, concretamente el destacamento oriental en el viaje de regreso dirigido por Richardson.

## Geología de la región
Una erupción de lava en la región del río Coppermine constituyó una extensa meseta volcánica hace unos 1200 millones de años, con una área de unos 170 000 km² (lo que representa un volumen de lavas de al menos 500 000 km³). Estas lavas se formaron en la misma época que la gran «intrusion Muskox» y la extensa provincia ignea de «Mackenzie dike swarm» en el sureste. Las lavas se cree que se originaron en un panache (remontada de rocas anormalmente calientes provenientes del manto) llamado «Mackenzie hotspot».